# تیتی لوسیفر
تیتی لوسیفر (نام علمی: Callicebus lucifer) نام یک گونه از سرده تیتی است.